# Татаркино (Томская область)
Татаркино — упразднённая в 2004 году деревня в Чаинском районе Томской области России. Входила в состав Подгорнского сельского поселения.

## История
Основана в 1908 году. По данным на 1926 год посёлок Татарниковский состоял из 9 хозяйств, основное население — русские. В составе Подгонского сельсовета Чаинского района Томского округа Сибирского края.
Упразднена в 2004 году.

## Население
| 1926 | 1931 | 1940 | 1956 | 1995 | 1996 | 1997 |
| ---- | ---- | ---- | ---- | ---- | ---- | ---- |
| 50   | ↗99  | ↗193 | ↘118 | ↘5   | →5   | ↗8   |
| 1998 | 1999 | 2002 |      |      |      |      |
| ↘6   | ↘4   | ↘0   |      |      |      |      |